# Azavad
Neodvisna država Azavad (tuareško Azawaɣ ali Azawad; arabsko أزواد), občasno tudi Azaouad, je bila kratkotrajna nepriznana država, ki jo je aprila 2012 enostransko razglasilo Narodno gibanje za osvoboditev Azavada (francosko Mouvement National pour la Libération de l'Azawad; MNLA) in druge sorodne skupine potem, ko so v uporu proti Malijski vojski uspele prevzeti nadzor nad večino ozemlja, zahtevanega s strani Tuaregov, to je nad Timbuktujem, Kidalom, Gaom in Moptijem (deli ozemlja mednarodno priznane države Mali). Ozemlje Azavada, ki je zavzemal del Sahare in Sahela, je mejil na jugozahodu na Mali, na jugu na Burkina Faso, na zahodu in severozahodu na Mavretanijo, na severu na Alžirijo, na vzhodu in jugovzhodu pa na Niger. Največje mesto Gao je postalo tudi njegovo glavno mesto.
6. aprila 2012 je MNLA, ki je nadzirala večino ozemlja, na svoji spletni strani objavila razglas o nepreklicni neodvisnosti Azavada od Malija. Bilal Ag Ačerif, generalni sekretar gibanja, je s podpisom Razglasa v Gau določil gibanje MNLA za začasno samooklicano vlado, dokler se ne oblikuje državni organ. Novo nastale države ni priznala nobena mednarodno priznana država.
14. februarja 2013 se je MNLA odrekla zahtevi za neodvisnost Azavada. Junija 2013 je bil dosežen mirovni sporazum, v katerem so malijske vladne sile prevzele nadzor nad ozemljem, Tuaregom pa je bila zagotovljena večja avtonomija. Tako so severni deli države lahko tudi sodelovali na volitvah tistega meseca. Kmalu so se spet začeli spopadi.

## Etimologija
Po Robertu Brownu, škotskem znanstveniku in raziskovalcu iz 19. stoletja, je Azavad arabska popačenka berberske besede Azawagh, suhega rečnega bazena, ki pokriva zahodni Niger, severovzhodni Mali in južno Alžirijo.